# ASJ Soyaux-Charente
ASJ Soyaux – kobiecy klub piłkarski z Soyaux, we Francji.

## Historia
Chronologia nazw:
- 1968—1982: AS Soyaux
- 1982—...: ASJ Soyaux

Klub został założony 1968 roku jako AS Soyaux. W 1978 zdobył awans z regionalnej Division d'Honneur. W sezonie 1978/79 debiutował w grupie C Division 1, a w następnym sezonie dotarł do finału mistrzostw Francji, gdzie przegrał z Stade de Reims 0:2. W sezonie 1983/84 zdobył mistrzostwo Francji. Do 2010 klub nieprzerwanie uczestniczył w rozgrywkach Division 1, w sezonie 2009/10 zajął przedostatnie 11. miejsce i spadł do Division 2. W sezonie 2011/12 ponownie wrócił do Division 1, ale znów uplasował się na przedostatnim 11. miejscu i spadł do Division 2. W 2013 po raz kolejny wrócił do pierwszej ligi.

## Sukcesy

### Trofea międzynarodowe
Nie uczestniczył w rozgrywkach europejskich (stan na 31-05-2015).

### Trofea krajowe
- Mistrzostwa Francji:
  - mistrz (1x): 1983/84
  - wicemistrz (5x): 1979/80, 1985/86, 1986/87, 1988/89, 1995/96
- Puchar Francji:
  - półfinalista (4x): 2002/03, 2004/05, 2007/08, 2013/14

## Stadion
Klub rozgrywa swoje mecze domowe na stadionie Stade Léo Lagrange w mieście Soyaux, który może pomieścić 4800 widzów. Najważniejsze spotkania grane są jednak na pobliskim Stade Lebon w Angoulême. Jego pojemność to 6500 osób.